# Luigi Ceci
Luigi Ceci (Alatri, 2 février 1859 – Alatri, 22 juin 1927) était un linguiste et glottologue italien.

## Biographie
Originaire d'une famille de condition modeste, son père Vincenzo était teinturier et sa mère Maria Minnocci femme au foyer, il compléta ses études classiques aux Écoles Pies d'Alatri et de Savone, et en 1882 il obtint son diplôme en Lettres à Florence.
Après s'être distingué par la rédaction d'essais intéressants, il fut appelé à Rome par le ministre de l'Instruction publique Guido Baccelli comme secrétaire personnel. Il collabore avec le ministre à l'élaboration d'un projet de réforme des écoles secondaires, qui ne sera toutefois jamais mis en œuvre. Il commença alors à parcourir l'Italie, enseignant le latin et le grec dans les lycées les plus prestigieux, de Rome à Palerme, de Milan à Gênes.
En 1893, il obtient la chaire de grammaire indo-grec-italique à l'Université de Rome et à partir de 1896 d'histoire comparée des langues classiques ; il y fut le fondateur, dans les premières décennies du XXe siècle, de ce qu'on appellera l'école linguistique romaine. Il occupa le poste de doyen de la Faculté des lettres à deux reprises (en 1906 et de 1910 à 1911). Parmi ses élèves se trouvait Amedeo Maiuri, futur archéologue et compatriote, qui se souvenait de lui ainsi : « debout, grand, avec des jambes trapues, un cou de taureau, un visage ouvert, une voix tonitruante et un rire fort, il semblait exprimer la grossièreté italienne de son Alatri natal". En 1914, grâce à un autre ministre de l'Instruction publique, Luigi Credaro, il fut inclus dans la commission chargée de la réforme de l'enseignement supérieur, se distinguant par sa grande compétence, et rédigeant le Rapport général.
Durant les dernières années de sa vie, il se consacra à l'étude des langues slaves, à la rédaction d'une petite grammaire serbo-croate et à un dernier essai, le Latium vetus, concernant l'investigation linguistique sur la longue histoire de la Rome antique et du Latium, qui resta cependant inachevé. La mort eut lieu à Alatri.
Cécile était également un spécialiste de latinisme : c'est lui en effet qui a écrit les commentaires sur le Lapis niger du Forum romain, l'une des plus anciennes inscriptions latines. Sa chaire à la Sapienza fut ensuite attribuée à Antonino Pagliaro qui continua à l'enseigner sous le nom de glottologie.

## Fonctions professionnelles
- Professeur d'histoire comparée des langues classiques.
- Directeur de l'École de philologie classique de glottologie et d'épigraphie italique de l'Université royale de Rome.

## Honneurs
- Membre de l'Académie des Lincei ;
- Commandeur de l'Ordre des Saints-Maurice-et-Lazare ;
- Grand Officier de l'Ordre de la Couronne d'Italie ;
- Commandeur de la Légion d'honneur de France.

## Travaux
- Il pronome personale senza distinzione di genere nel sanscrito, nel greco e nel latino (1886) ;
- Trucioli glottologici e filologici (1886) ;
- Il vocalismo nel dialetto di Alatri (1886) ;
- Le etimologie dei giureconsulti romani (1891) ;
- Appunti glottologici (1892) ;
- Tabulae Iguvinae (1892) ;
- Grammatica della lingua latina (1905) ;
- Il ritmo delle orazioni di Cicerone (1905).